# 啟應
啟應指的是基督教、天主教、或猶太教的一種禮拜儀式。該禮拜儀式中一對多，例如由祭司以說或唱帶領，會眾齊聲回應；如果兩個詩班或人數相當的兩組人則另稱為對唱。
啟應的觀念源自於猶太人，4世紀後才由米蘭主教安波羅修在聽到後大為欣賞並傳入西方，後在威尼斯聖馬可大教堂發揚光大。16世紀起，許多音樂家配合兩個詩班（或多達５個詩班）及兩架管風琴進行該儀式，因為傳道效果頗佳，影響深遠。